# Tutelina similis
Tutelina similis là một loài nhện trong họ Salticidae.
Loài này thuộc chi Tutelina. Tutelina similis được Richard C. Banks miêu tả năm 1895.